# Condado de Hamblen
El condado de Hamblen (en inglés: Hamblen County, Tennessee), fundado en 1870, es uno de los 95 condados del estado estadounidense de Tennessee. En el año 2000 tenía una población de 58.128 habitantes con una densidad poblacional de 139 personas por km². La sede del condado es Morristown.

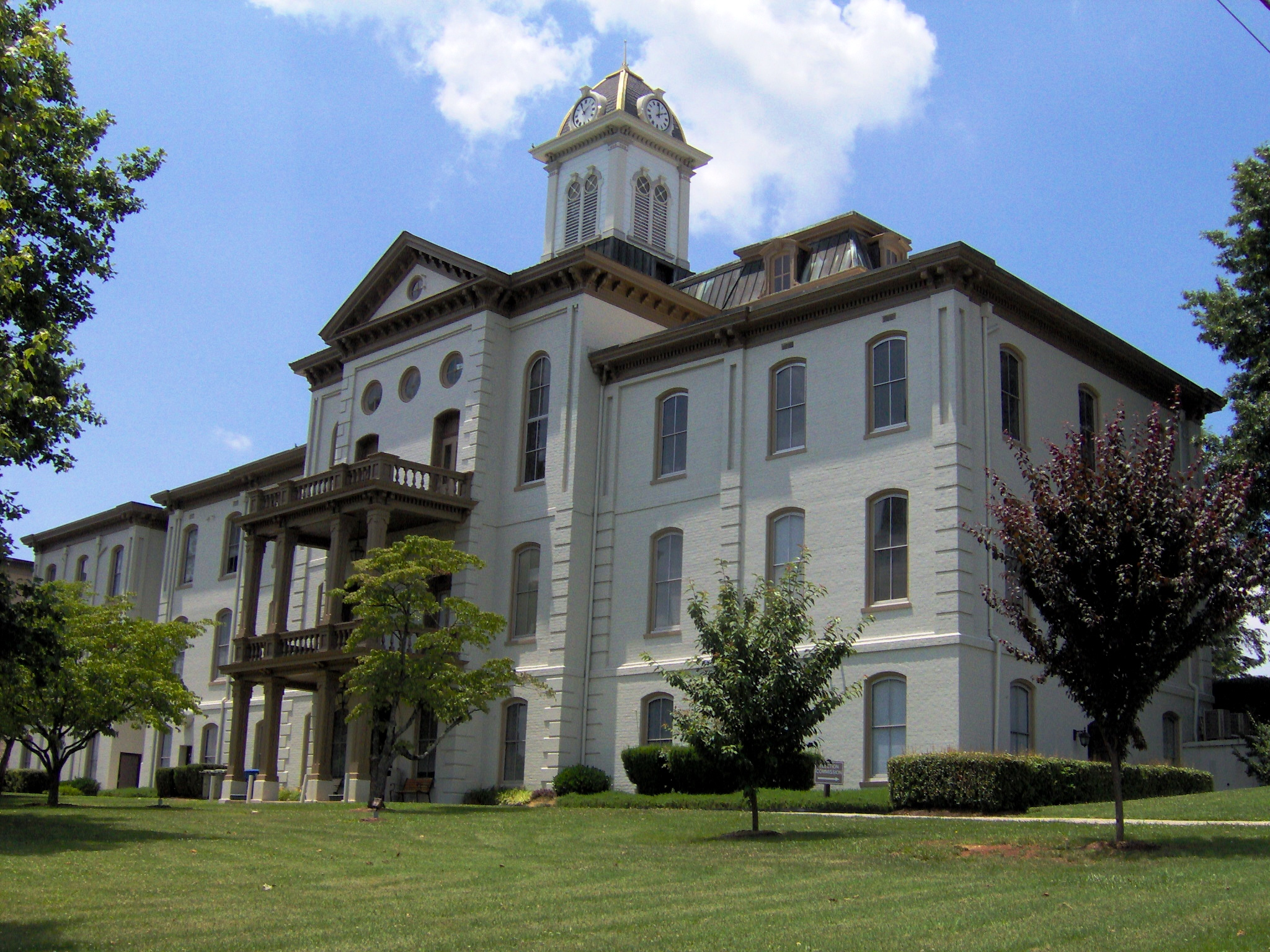
Corte del condado de Hamblen en Morristown

## Geografía
Según la Oficina del Censo, el condado tiene un área total de 455 km² (175,7 mi²), de la cual 417 km² (161 mi²) es tierra y 38 km² (14,7 mi²) es agua.

### Condados adyacentes
- Condado de Hawkins noreste
- Condado de Greene este
- Condado de Cocke sureste
- Condado de Jefferson suroeste
- Condado de Grainger oeste

## Demografía
En el 2000 la renta per cápita promedia del condado era de $32,350, y el ingreso promedio para una familia era de $39,138. El ingreso per cápita para el condado era de $17,743. En 2000 los hombres tenían un ingreso per cápita de $30,009 contra $21,309 para las mujeres. Alrededor del 10.50 % de la población estaba bajo el umbral de pobreza nacional.

## Lugares

### Ciudades y pueblos
- Morristown
- White Pine

### Comunidades no incorporadas
- Alpha
- Russellville
- Talbott
- Whitesburg